# 나라현 제2구
나라현 제2구(奈良県 第2区)는 일본의 중의원 선거구이다. 1994년 공직선거법으로 신설되었다.
현재 중의원은 아베 내각에서 총무대신을 역임했던 다카이치 사나에이다.

## 지역
- 나라시 일부
- 야마토코리야마시
- 덴리시
- 가시바시
- 야마베군
- 이코마군
- 시키군
- 기타카쓰라기군